# Богоносово
Богоносово — хутор в Россошанском районе Воронежской области.
Входит в состав Морозовского сельского поселения.

## География
На хуторе имеется одна улица — Путевая.

## Население
| 2010 |
| ---- |
| 6    |